# Marian Amat i Carbó
Marian Amat i Carbó (Sants, 1883-1945) fou un empresari i escriptor català.

## Biografia

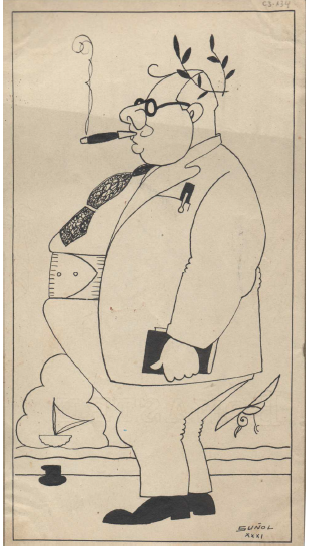
Caricatura de Marian Amat i Carbó feta per Sunyol

Marian Amat va néixer i viure a Barcelona (1883-1945) al barri de Sants, al carrer de Santa Cecília 15. Era empresari, propietari d'un magatzem d'àrids Almacenes Amat, Almacenes de Depósitos y Silos, situat primer als molls del port de Barcelona. Fou un bon gestor de l'empresa i això li va permetre tenir una bona situació econòmica, sense ser ric, catalanista d'esquerres afecte a la Segona República Espanyola, amb un tarannà anarquista, Malgrat no tenir una formació reglada era un lletraferit culte que va escriure poemes i petits articles publicats esporàdicament a L'Esquella de la Torratxa o La Lonja: Órgano del Centro de Cereales, Legumbres y sus derivados, així com obres teatrals, publicades gairebé sempre a la col·lecció Catalunya Teatral dels editors Lluís Millà i Gàcio i el seu fill Àngel Millà i Navarro. Aquesta afició pel teatre el va atansar als mitjans societaris i culturals del seu barri, vinculant-se estretament a l'Orfeó de Sants. Entre gener de 1938 i el 28 de gener de 1939 va escriure un dietari titulat Les víctimes i els “xupòpters” de la guerra: breus notes d'ambient (apunts imparcials d'un no bel·ligerant).
El seu tarannà i algunes de les seves qualitats queden reflectides a un petit escrit d'un amic que diu:
"De talla gegantina, sapat com un hércules i de cara molsuda i seriosa, en veure’l per primera vegada, o bé el prendreu per un turronaire d'Agramunt, o bé sentireu feblesa a les cames prenent-lo per “as” de la boxa. Mes, si hi parleu una mitja hora, no trigareu a convence-us de que aquelles manaces no són per desfer a ningú, i la tendresa que brolla dels seus ulls, us encoratjaran tot seguit a pujar-li a collibè".

## Obra
Relació d'obres teatrals editades
- Al fons de l'ànima: quadro dramàtic en un acte, en prosa: estreno 27 Juny 1920 “Circo de Sans”. Barcelona:. Impremta Innocent Porcar, 19..?. 30 p.
- Al fons de l'ànima: quadro dramàtic en un acte. Barcelona: Impremta Innocent Porcar, [1920 o post.]. 30 p.
- Al fons de l'ànima: quadre dramàtic en un acte. Barcelona: Llibreria Millà, 1935. 48 p. (Catalunya teatral: periòdic quinzenal d'obres escèniques; 81)
- Al fons de l'ànima: quadro dramàtic en un acte, en prosa: estreno 27 Juny 1920 “Círcol de Sans”. Barcelona:. Impremta Innocent Porcar, 19..?. 30 p.
- Al fons de l'ànima: quadro dramàtic en un acte. Barcelona: Impremta Innocent Porcar, [1920 o post.]. 30 p.
- Amor en flor--: comèdia en un acte. Barcelona: Impremta Innocent Porcar, [1930 o post.]. 28 p.
- Amor en flor-- punxes al cor: joguet còmic en un acte. Barcelona: Impremta Innocent Porcar, [1928 o post.]. 31 p.
- Ball d'embolics: comèdia en un acte original. Barcelona: Llibreria Millà, 1935, 49 p.
- Cada dia muda el vent--: comèdia en un acte. Barcelona: Llibreria. Arxiu-Teatral Millà,[1928 o post.]. 39 p.
- Carro de l'alegria: comèdia en tres actes, El. Barcelona: Llibr. Millà, [1933]. 72 p.(Catalunya teatral: periòdic quinzenal d'obres escèniques, 31).
- Estela de la vida, La. Barcelona: Impremta I. Porcar, 1919. 80 p.
- Francina: comèdia lírica en una acte. Barcelona: Llibr. Arxiu-Teatral Millà, [1935 o post.]. 41 p.
- Joguina de l'amor: comèdia dramàtica en tres actes, La. Barcelona: Llibr. Millà, [1926 o post.]. 69 p.
- Llancem les armes : comedia, per a nois, en un acte i en prosa. Barcelona: Llibr. Millà, 1935. 16 p (Teatre d'infants) .
- Maleïda la guerra! : episodi dramàtic en tres actes. Barcelona: Llibr. Millà, [1933 o post.] Catalunya teatral: periòdic quinzenal d'obres escèniques; 28. 64 p.
- Marxant d'amor; Gavines de port, El. Barcelona : Barcelona: Publicacions de l'Orfeo de Sans, 1926. 70 p.
- Pinya del tràngol: records d'una excursió a Begues, La. Barcelona: Impremta Innocent Porcar, 1918. 17 p.
- Primera entrevista: comèdia en un acte, La. Barcelona: Llibr. Arxiu-Teatral Millà, [1932 o post.]. 22 p.
- Prometatge de la nena: joguet còmic en un acte, El. Barcelona: Impremta Innocent Porcar, [1920 o post.]. 32 p.
- Prometatge de la nena: sainet en un acte, El. Barcelona: Llibreria Millà, 1935. p. 17-36
- Qui roba no porta roba: comèdia en un acte. Barcelona: Llibreria Millà, 1935. 15 p. (Teatre d'infants).
- Rei Marcel i el patge amor, El: llegenda, en vers, (inspirada en una crònica muslímica) en un proemi i 3 actes, dividits en 10 quadros. Barcelona: Cochs Imprenta, 1931. 178 p.
- Tresor d'en Xirinacs: comèdia en dos actes, El. Barcelona: Llibreria Millà, 1936. 32 p. (Catalunya teatral: periòdic quinzenal d'obres escèniques; 99).